# James Gleick
James Gleick (né le 1er août 1954) est un journaliste américain spécialisé dans la vulgarisation scientifique. Ses livres, qui explorent les liens entre science et technologie, ont été plusieurs fois récompensés et la plupart ont été traduits dans plus de vingt langues.

## Biographie
Né à New York, il se passionne très tôt pour les sciences. Diplômé de Harvard en 1976, il fonde le journal 'Metropolis', hebdomadaire alternatif de Minneapolis. Éditeur et rédacteur pendant dix ans au New York Times, il devient aussi conférencier à l'Université de Princeton. Il collabore avec le photographe Eliot Porter pour l'ouvrage Nature's Chaos et effectue des recherches sur les logiciels. En 1993, il crée The Pipeline, site internet qu'il dirige jusqu'en 1995. Il est également rédacteur en chef du Best American Science Writing 2000. James Gleick vit dans la Hudson Valley avec sa femme, Cynthia Crossen.
Il est notamment l'auteur de La Théorie du Chaos.

## Œuvres traduites en français
- (en) James Gleick (trad. de l'anglais par Françoise Bouillot), L'information L'histoire : La théorie : Le déluge [« The information : a History, a Theory, a Flood »], Paris, Cassini, 2015, 503 p. (ISBN 978-2-84225-203-8)
- (en) James Gleick (trad. de l'anglais par Jean-Paul Mourlon et Bernard Pire), Le génial professeur Feynman [« Genius: Richard Feynman and Modern Physics »], Paris, Odile Jacob, 1994, 576 p., 24 cm (ISBN 978-2-7381-0238-6 et 2738102387).
- (en) James Gleick (trad. Christian Jeanmougin), La Théorie du Chaos [« Chaos: Making a New Science »], Paris, Flammarion, coll. « Champs », 1988 (réimpr. 1999), 432 p. (ISBN 978-2-08-081219-3 et 2-08081-219-X). Édition corrigée, 2008  (ISBN 978-20812-1804-8).
- (en) James Gleick (trad. de l'anglais par Christian Jeanmougin), Isaac Newton : un destin fabuleux, Paris, Dunod, coll. « Quai des sciences », 2004 (réimpr. 2005), XX-294 p., 24 cm (ISBN 978-2-10-048739-4 et 2-10-048739-6) préface de Trinh Xuan Thuan
- (en) James Gleick, Le voyage dans le temps, Paris, De Boeck Sup, septembre 2020, 320 p. (ISBN 978-2807-3247-25)